# Kościół św. Wojciecha w Krakowie (Bronowice)
Kościół św. Wojciecha w Krakowie – kościół rzymskokatolicki znajdujący się w Krakowie, w dzielnicy VI Bronowice przy ulicy św. Wojciecha 4, na osiedlu Bronowice Nowe.
Kościół wzniesiono w latach 1993–2000 według projektu architektonicznego Wacława Serugi i Małgorzaty Buratyńskiej-Serugi. Jego konsekracja miała miejsce 1 czerwca 2000 roku.